# パトリシア・ミランダ
パトリシア・ミランダ（Patricia Noriko Miranda, 女性、1979年6月11日 - ）は、アメリカ合衆国カリフォルニア州マンテカ出身のレスリング選手。2004年アテネオリンピックレスリング48kg級の銅メダリストであり、アメリカの女子レスリング史上初のオリンピックメダリストである。

## プロフィール
パトリシアは11歳でレスリングを始め、中学（レッドウッドミドルスクール）高校（サラトガ高校）では初の女子部員であった。父は最初レスリングをすることに反対しており、男子のチームに娘を受け入れた高校を告訴すると脅したことがある。パトリシアは平均点4.0以上と優秀な成績を維持してレスリングを続けた。
スタンフォード大学に進学し、男子ばかりのNCAA1部の125ポンド級で戦い続けた。大学時代の4年間でパトリシアはNCAA史上2人目の男子に勝利した選手となった。レスリング世界選手権では通算で銀メダル2、銅メダル1、オリンピックでも銅メダル1個を獲得している。
パトリシアはスタンフォード大学で経済学の学士号と国際政策研究の修士号を取得し、2007年にはイェール大学ロースクールから法学博士号を受けている。コーチかつ夫でもあるレヴィー・ウェイケル＝マグデンもロースクールを卒業し、バージニア大学で学位を得ている。

## 主な競技成績
- オリンピック
  - 2004年 アテネオリンピック フリースタイル48kg級銅メダル
- レスリング世界選手権
  - 2000年 ソフィア（ブルガリア） フリースタイル51kg級銀メダル
  - 2003年 ニューヨーク（アメリカ合衆国） フリースタイル48kg級銀メダル
  - 2006年 広州（中国） フリースタイル51kg級銅メダル
- レスリングワールドカップ
  - 2003年 東京（日本） フリースタイル51kg級優勝
  - 2007年 クラスノヤルスク（ロシア） フリースタイル51kg級優勝
- パンアメリカン競技大会
  - 2003年 サントドミンゴ（ドミニカ共和国） フリースタイル48kg級金メダル